# Abdullah Öcalan
Abdullah Öcalan (IPA: /œʤalan/), född 4 april 1948 eller 1949 i Ömerli i Şanlıurfa i sydöstra Turkiet, är en kurdisk politiker. Han är grundare av och ledare för Kurdistans arbetarparti (PKK), ursprungligen en militant självständighetsrörelse. Han är gift med Kesire Yıldırım sedan den 24 maj 1978. Sedan 1999 sitter Öcalan fängslad på fängelseön Imrali i Marmarasjön i Turkiet.

## Biografi

### Uppväxt och studier
Abdullah  Öcalan växte upp i en fattig bondefamilj i staden Urfa. Han fick sedan sin politiska skolning under 1970-talet då han läste samhällsvetenskap i Ankara. 

### PKK-ledare

#### 1980-1999
Öcalan är grundare av och ledare för Kurdiska Arbetarpartiet, PKK, bildat 1978. Efter militärkuppen i Turkiet 1980 blev Öcalan tvungen att fly utomlands och levde under många år i landsflykt i Damaskus i Syrien, men när Turkiet 1998 började sätta press på Syrien tvingades han söka efter en ny fristad. Många länder vägrade att ta emot honom. Bland annat blev han nekad att stanna i Ryssland, Sverige, Tyskland och Italien. Till sist fick han dock komma till Kenyas huvudstad Nairobi. Där greps han den 15 februari 1999 av CIA och Mossad, som körde honom till flygplatsen och överlämnade honom till turkiska säkerhetstjänsten. Då hade han ett falskt pass utfärdat av Cypern.

#### År 2000 och framåt
Efter gripandet fördes han till Turkiet och fängelseön Imrali i Marmarasjön, där han sedan satt strängt bevakad. Den 31 maj 1999 inleddes rättegången mot honom, och den 29 juni dömdes han till döden genom hängning för högförräderi, separatism och mord. Öcalan menade dock att punkten högförräderi var felaktig, då han "bara försökt rätta till historiska misstag".
Efter påtryckningar från framför allt EU avskaffade Turkiet år 2002 dödsstraff i fredstid och Öcalans straff omvandlades till livstids fängelse.

## Utspel
Vid en presskonferens med det prokurdiska partiet DEM den 27 februari 2025 framfördes ett meddelande där den fängslade Abdullah Öcalan uppmanade PKK:s ledning att upplösa PKK och lägga ner sina vapen. Två dagar senare utropade PKK vapenvila med Turkiet.

## Ideologi
Från att ursprungligen ha bekänt sig till marxism-leninismen har Öcalan på senare år närmat sig den frihetliga socialismen, påverkad av bland andra eko-anarkisten Murray Bookchin. Denna vändning har mynnat ut i konceptet "demokratisk konfederalism", en gräsrotsbaserad form av demokrati som premierar lokala församlingar framför staten. En version av demokratisk konfederalism praktiseras i Rojava, och ideologin förespråkas även av det iranska partiet PJAK. Från fängelset har Öcalan producerat ett antal ideologiska texter. Fyra av dem har översatts till svenska av Rojavakommittéerna: Demokratisk konfederalism, Kvinnans revolution, Krig och fred i Kurdistan och Demokratisk nation.